# Membres de l'Ordre national du Québec, par ordre alphabétique P
L'article contient une liste des membres de l'Ordre national du Québec. En 2011, il y a 810 personnes en tout qui font partie de cet ordre.
| \| Listes des membres de l'Ordre national du Québec \|            |
| A B C D E F G H I J K L M N O P Q R S T U V W X Y Z Non canadiens |
| Listes des membres de l'Ordre national du Québec                  |

| Nom                            | Grade            | Année | Occupation                                                                                       |
| Lorraine B. Palardy            | Chevalière       | 2007  | galeriste à l’origine de l'organisme Les Impatients                                              |
| Jean Papineau-Couture          | Grand officier   | 1999  | musicien classique                                                                               |
| Jean-Guy Paquet                | Grand officier   | 2005  | scientifique                                                                                     |
| Suzanne Paquette-Goyette       | Chevalière       | 1988  | directrice du Conservatoire Lassalle                                                             |
| René Paré                      | Officier         | 1989  | fondateur de la SGF                                                                              |
| Élise Paré-Tousignant          | Officière        | 2006  | personne engagée au sein de divers organismes musicaux                                           |
| Roland Parenteau               | Officier         | 1994  | économiste                                                                                       |
| Césira Parisotto               | Grande officière | 1993  | soeur de la Charité qui s'est consacrée aux œuvres de charité (connue comme soeur Anselme-Marie) |
| Gérard Parizeau                | Grand officier   | 1991  | homme d'affaires                                                                                 |
| Jacques Parizeau               | Grand officier   | 2008  | premier ministre                                                                                 |
| Alexander Kennedy Paterson     | Officier         | 1994  | président de l'Université McGill                                                                 |
| Constance Pathy                | Chevalière       | 2006  | présidente des Grands Ballets canadiens de Montréal                                              |
| Julie Payette                  | Chevalière       | 2000  | astronaute                                                                                       |
| Lise Payette                   | Officière        | 2001  | femme politique et animatrice de télévision                                                      |
| Beverley Élaine Pearson Murphy | Officière        | 1987  | biochimiste et endocrinologue                                                                    |
| Pierre Péladeau                | Officier         | 1989  | fondateur et président de Quebecor                                                               |
| Alfred Pellan                  | Officier         | 1985  | peintre                                                                                          |
| Jeannine Pelland               | Chevalière       | 1989  | présidente de l'Ordre des infirmières et infirmiers du Québec                                    |
| Fred Pellerin                  | Chevalier        | 2012  | conteur, écrivain, scénariste et chanteur québécois.                                             |
| Laurent Pellerin               | Chevalier        | 2005  | président de l'Union des producteurs agricoles                                                   |
| Gilles Pelletier               | Officier         | 1993  | comédien                                                                                         |
| Jean Pelletier                 | Officier         | 1990  | homme politique                                                                                  |
| Roger A. Pelletier             | Chevalier        | 1992  | président du conseil d'administration de la Coopérative fédérée de Québec                        |
| Hélène Pelletier-Baillargeon   | Chevalière       | 1999  | écrivaine                                                                                        |
| Clermont Pépin                 | Officier         | 1990  | compositeur                                                                                      |
| Lucie Pépin                    | Chevalière       | 1999  | sénatrice                                                                                        |
| Pierre Perreault               | Officier         | 1998  | cinéaste                                                                                         |
| Jean-Pierre Perreault          | Officier         | 2004  | chorégraphe                                                                                      |
| Albert Perron                  | Chevalier        | 1999  | fromager                                                                                         |
| Oscar Peterson                 | Chevalier        | 1991  | pianiste de jazz                                                                                 |
| Chantal Petitclerc             | Chevalière       | 2005  | athlète en fauteuil roulant                                                                      |
| Ghislain Picard                | Chevalier        | 2003  | négociateur et porte-parole des quarante nations autochtones du Québec                           |
| Marcelline Picard-Kanapé       | Chevalière       | 2005  | première institutrice innue de la Côte-Nord                                                      |
| Gilles Pigeon                  | Officier         | 2000  | médecin, néphrologue                                                                             |
| Louis-Philippe Pigeon          | Officier         | 1985  | homme de loi, professeur                                                                         |
| Jean-Guy Pilon                 | Chevalier        | 1984  | poète                                                                                            |
| Candide Pineault               | Officière        | 1997  | présidente de l'Organisation mondiale pour l'éducation préscolaire                               |
| Madeleine Plamondon            | Chevalière       | 2003  | sénatrice canadienne                                                                             |
| Luc Plamondon                  | Chevalier        | 1990  | auteur de chansons                                                                               |
| Anne-Claire Poirier            | Chevalier        | 1985  | productrice, réalisatrice, scénariste, monteuse et actrice                                       |
| »                              | Officière        | 2008  |                                                                                                  |
| Gérard Poirier                 | Officier         | 2007  | acteur                                                                                           |
| Judes Poirier                  | Chevalier        | 2004  | professeur de médecine                                                                           |
| Paul-Hubert Poirier            | Chevalier        | 2006  | historien                                                                                        |
| Jean-Marie Poitras             | Officier         | 1994  | sénateur                                                                                         |
| Jean-Claude Poitras            | Chevalier        | 1996  | couturier                                                                                        |
| Sam Pollock                    | Chevalier        | 2002  | administrateur sportif                                                                           |
| René Pomerleau                 | Chevalier        | 1988  | spécialiste en botanique                                                                         |
| John R. Porter                 | Chevalier        | 2002  | historien de l'art                                                                               |
| Michel Pouliot                 | Chevalier        | 2008  |                                                                                                  |
| Richard W. Pound               | Officier         | 1993  | avocat, impliqué dans le mouvement Olympiques                                                    |
| Maurice Proulx                 | Officier         | 1988  | cinéaste et agronome                                                                             |
| Jacques Proulx                 | Chevalier        | 1995  | agriculteur                                                                                      |
| Guy Provost                    | Chevalier        | 2003  | comédien                                                                                         |